# Remote Data Services
Remote Data Services (RDS) Служби доступу до віддалених даних -  раніше відома як (англ. Advanced Data Connector (ADC) — це застаріла технологія, яка була частиною Microsoft SQL Server і використовується в поєднанні з ActiveX Data Object (ADO). RDS дозволяв отримувати набір даних із сервера бази даних, який потім певним чином змінював клієнт, а потім відправляв назад на сервер для подальшої обробки. Такий архітектурний патерн називається Table Data Gateway. З широким впровадженням Transact-SQL, який розширює програмування SQL такими конструкціями, як цикли та умовні оператори, Remote Data Services перестав бути необхідним, та оголошений застарілим. В Microsoft Data Access Components версії 2.7 цей механізм був видалений. Корпорація Майкрософт створила SOAP Toolkit 2.0, який дозволяє клієнтам робити це за допомогою відкритого стандарту на основі XML .